# Daniel Blumberg
Daniel Blumberg (nascido em 1990) é um artista britânico, músico, compositor e letrista. Ele é conhecido por sua trilha sonora para o filme The Brutalist de 2024, pelo qual ganhou o Oscar de melhor trilha sonora original em 2025.

## Carreira musical
Ele foi criado em uma família judia. Em 2005, quando tinha apenas 15 anos, Blumberg foi cofundador e vocalista da banda Cajun Dance Party, lançando seu único álbum, The Colourful Life, em 2008. De 2009 a 2013, Blumberg foi vocalista e guitarrista da banda de indie rock Yuck, cujo álbum de estreia autointitulado em 2011 foi lançado com críticas positivas. Durante seu tempo no Yuck, Blumberg também se apresentou como Oupa, lançando o álbum Forget, em 2011.
Ele deixou o grupo Yuck em 2013 para se concentrar em outros projetos, o primeiro dos quais foi Unreal do Hebronix, um projeto solo de Blumberg produzido por Neil Michael Hagerty, que foi lançado pela ATP Recordings em 2013. Isso foi seguido por um single dividido com Neil Michael Hagerty, lançado sob o nome de Heb-Hex. Desde 2013, Blumberg tem trabalhado principalmente no Cafe Oto utilizando o Oto Project Space e trabalhando regularmente com Seymour Wright, Billy Steiger, Tom Wheatley, Ute Kanngiesser, Ross Lambert e Elvin Brandhi. Ele explicou ao Il Manifesto em uma entrevista de 2019 "A música ao vivo deve ser ao vivo. Não posso dizer o que vai acontecer de um show para outro. Soe com formações e combinações diferentes. Agora estou em um trio com Billy e Tom. O espaço e o contexto são sempre diferentes e por esse motivo a música que produzimos nunca é a mesma."
A Mute Records lançou o primeiro álbum solo de Blumberg, Minus, em maio de 2018. Minus foi gravado pelo produtor de Scott Walker, Peter Walsh, com um grupo de músicos radicais que Blumberg conheceu no Cafe Oto, incluindo Billy Steiger (violino), Tom Wheatley (contrabaixo), Ute Kanngiesser (violoncelo) e Terry Day (vocais). Jim White tocou bateria no álbum. Minus recebeu críticas extremamente positivas: a The Times deu 5 de 5 e o saudou como um "clássico moderno", enquanto a Billboard o descreveu como "um dos discos mais exclusivos e requintados que você provavelmente ouvirá este ano". Entre outros elogios da crítica ao álbum, a Rough Trade Records o classificou como o sexto melhor álbum de 2018.
Em 11 de abril de 2018, o OtoRoku do Cafe Oto lançou um álbum ao vivo, gravado em 28 de fevereiro com Billy Steiger, Tom Wheatley e Ute Kanngiesser. Foi mixado por Marta Salogni, entre outros. Em 5 de junho de 2018, Blumberg, Steiger e Wheatley tocaram duas faixas de Minus, "The Bomb" e "Minus", em Later... com Jools Holland. Liv foi lançado pela Mute Records em dezembro de 2018. Foi originalmente gravado ao vivo no Sarm Studios em 2014 e conta com Kohhei Matsuda no monossintetizador, Billy Steiger no violino e Tom Wheatley no contrabaixo. Blumberg se apresentou em várias configurações pela Europa em apoio ao álbum, incluindo a Hamburg Elbphilharmonie ao lado de Arto Lindsay, além de festivais internacionais, incluindo Katowice Ars Cameralis, The Hague Crossing Border, Milan Triennale e End of the Road Festival. Em 17 de dezembro de 2019, ele se apresentou com uma motocicleta em um dueto com Tom Wheatley para a retrospectiva Pere Portabella do ICA.
Em março de 2020, ele fez um show transmitido ao vivo no Cafe Oto como parte de uma arrecadação de fundos para o local, que incorporou seções estendidas de desenho ao vivo, bem como versões ao vivo de suas canções. O show foi resenhado em um artigo de meia página escrito por Abi Bliss no The Wire no mês seguinte.
On&On, seu segundo álbum pela Mute Records, foi lançado em 31 de julho de 2020. Ele contou com o mesmo grupo principal de músicos do Minus, com a adição de Elvin Brandhi tocando vocais vocodados na faixa "Silence Breaker", e Peter Walsh retornou às funções de produção. As críticas iniciais foram extremamente positivas, com o Financial Times dando-lhe 5 estrelas e descrevendo-o como "um álbum surpreendentemente bom", O The Independent chamou-o de "um trabalho extraordinário" em uma crítica de 4 estrelas, e a Uncut saudou-o como "outro LP soberbo" e deu-lhe 8/10. A Pitchfork pontuou 7,6 e afirmou que "Blumberg usa improvisação e repetição para se libertar dos modos tradicionais de composição".
Seu terceiro álbum de estúdio GUT foi lançado em 26 de maio de 2023, mais uma vez pela Mute Records. O álbum foi precedido por um single, "CHEERUP", lançado em 5 de abril do mesmo ano.